# Gladys Bouvier
Gladys Bouvier est un personnage de la série Les Simpson. C'est la tante de Marge Simpson, Patty et Selma Bouvier et la sœur de Jacqueline Bouvier. Elle est décédée dans l'épisode Le Choix de Selma.
Marge annonce à ses enfants que leur grand-tante vient de mourir. Toute la famille se rend à son enterrement. Son testament indique qu'elle lègue son iguane Jub-Jub à sa sœur Jackie, l'horloge de son grand-père à Patty et Selma, sa collection de pommes chips qui ressemblent à des gens célèbres à Marge. Gladys dit que Patty et Selma devraient fonder une famille maintenant car Gladys est morte seule et sans enfant. Selma va se rendre compte qu'elle veut un enfant.